# Lacrosse als Jocs Olímpics d'estiu de 1908
Als Jocs Olímpics de 1908 realitzats a la ciutat de Londres es realitzà una única prova de lacrosse en categoria masculina el 24 d'octubre. Hi participaren dos equips, Canadà i el Regne Unit, després de la retirada de l'equip de Sud-àfrica.

## Resum de medalles
| Prova  | Or | Argent | Bronze       |
| Equips | CanadàPatrick Brennan Tommy Gorman John Broderick Ernest Hamilton Henry Hoobin Alexander Turnbull Clarence McKerrow George Rennie Richard Duckett Angus Dillon George Campbell Frank Dixon D. McLeod A. Mara J. Fyon | Regne UnitCharles Scott · Hubert Ramsey · Gerald Mason · Eric Dutton · Johnson Parker-Smith · Wilfrid Johnson · Norman Whitley · George Buckland · S. N. Hayes · Gustav Alexander · Reginald Martin · Edward Jones · G. J. Mason · F. S. Johnson · V. G. Gilbey · H. Shorrocks · J. Alexander · L. Blockey | no concedida |

## Medaller
| Posició | País       | Or | Argent | Bronze | Total |
| 1       | Canadà     | 1  | 0      | 0      | 1     |
| 2       | Regne Unit | 0  | 1      | 0      | 1     |